# Johnsonville (Karolina Południowa)
Johnsonville – miasto w Stanach Zjednoczonych, w stanie Karolina Południowa, w hrabstwie Florence.